# Vejen til Indien
 For alternative betydninger, se A passage to India.
Vejen til Indien (originaltitel: A Passage to India) er en britisk spillefilm af David Lean fra 1984. Filmen er et drama baseret på romanen A passage to India af Edward Morgan Forster fra 1924. For instruktøren David Lean blev Vejen til Indien den sidste spillefilm inden hans død i 1991.

## Handling
Handlingen foregår i starten af 1920'erne. Adela Quested rejser sammen med mrs. Moore, moderen til hendes forlovede Ronny, fra England til Indien. Ronny, Mrs. Moores søn fra første ægteskab, arbejder som dommer i britisk Indien. Mrs. Moore og Adela Quested ønsker at lære det "ægte Indien" at kende. Efter en længere togrejse gennem Indien indser de, at dette vil blive svært. Briterne lever isolerede i fra inderne og holder lukkede møder, hvor indere ikke er tilladt adgang, med mindre de arbejder som tjenere. Ronny har fuldstændig tilpasset sig den livsstil. Mrs. Moore og Adela Quested synes ikke om denne måde at leve på og kan ikke lide den måde inderne bliver behandlet på, da de ses som andenrangsmennesker. Adela Quested kommer hurtigt i tvivl om hun virkelig vil giftes med Ronny.
Første aften, da mrs. Moore er ude at gå en tur, ender hun i en moske ved floden Ganges. Der møder hun den unge indiske læge dr. Aziz at kende. I det britiske selskab møder Adela Quested og mrs. Moore den britisk-indiske rektor Richard Fielding, der, i modsætning til de øvrige briter, er meget åben overfor den indiske befolkning. Adela Quested og mrs. Moore ytrer over for ham deres ønske om lære inderne bedre at kende. Mrs. Moore siger desuden, at hun ønsker at møde dr. Aziz igen, da de to havde et meget positivt møde i moskeen. Richard Fielding arrangerer et møde med dr. Aziz, til hvilket den indiske professor Godbole også er inviteret. Ved denne lejlighed aftaler de at foretage en udflugt til de nærtliggende Marabarhuler.
Dr. Aziz planlægger med stor omhu turen til hulerne. Derved hjælper hans venner ham og han får mange til at komme med op i hulerne, således at gæsterne ikke skal komme til at mangle noget. Den første del af turen foregår i tog, hvilket Richard Fielding og Godbole kommer for sent til. Det sidste stykke op til hulerne foregår på elefantryg. Da de kommer ind i den første mørke og smalle hule, får mrs. Moore pludseligt er klaustrofobisk anfald og må forlade hulen. Hun lader Adela Quested og dr. Aziz gå alene op til de øvrige huler, så hun selv kan restituere sig. Foran en af disse højere liggende huler, fører Adela Quested og dr. Aziz en meget fortrolig samtale, hvor de kommer ind på Adela Questeds forlovelse og dr. Aziz afdøde hustru. Dr. Aziz er klar over, at denne samtale er en overskridelse af normer for forhold mellem indere og briter og forlader derfor for et øjeblik Adela Quested og ryger en cigaret. Adela Quested bliver et stående, dog bliver det efter et stykke tid for varmt og hun beslutter sig for, selv at gå ind i en af hulerne. Inde i hulen bliver Adela Quested bange og gribes af panik. Da dr. Aziz kommer tilbage, begynder han at lede efter Adela Quested, dog kan han ikke finde hende. Pludselig ser han hende i stor hast løbe ned af en skrænt og stige ind i en bil på vejen, der ligger ved foden af skrænten. Bilen tilhører mrs. Callendar, der havde kørt Richard Fielding, som jo kom for sent til toget, frem til hulerne. Dr. Aziz beretter mrs. Moore og Richard Fielding om den mærkelige hændelse og de beslutter sig for at vende tilbage til byen.

## Medvirkende
- Judy Davis – Adela Quested
- Peggy Ashcroft – Mrs. Moore
- Victor Banerjee – Dr. Aziz H. Ahmed
- Nigel Havers – Ronny Heaslop
- James Fox – Richard Fielding
- Alec Guinness – Professor Godbole